# Mont Barone
Pour les articles homonymes, voir Barone.
Le mont Barone est une montagne des Alpes situé dans les Alpes pennines et culminant à 2 044 mètres d'altitude. Le mont Barone domine la vallée Sessera et la vallée de la Strona di Postua. À ses pieds se trouvent les villages de Coggiola, Crevacuore, Pray, Postua et Guardabosone.
Le toponyme de la montagne signifie « tas », « amas » en piémontais, terme qui entre dans la dénomination d'autres sommets tels que le mont Baron (dans le val Casternone) ou la Colma di Mombarone (dans la vallée d'Elvo).

## Activités

### Ascension
La voie la plus rapide pour rejoindre le sommet de la montagne nécessite une marche d'environ 2 h 30 et part de la ville de Piane. En partant de l'agglomération de Coggiola, il est possible de monter en voiture jusqu'à Piane puis on peut continuer à monter jusqu'à la petite église où l'on peut se garer. On peut ensuite revenir sur ses pas jusqu'à rencontrer les indications des sentiers. En suivant le sentier dénommé G4 commence la montée à travers un petit alpage puis à travers le vallon formé par le Rio Cavallero. En continuant, la montée vers le sommet débute de manière plutôt simple avec un sentier plutôt large et commode. Après une vingtaine de minutes, on pénètre dans un bois de pins et on tombe sur le refuge du Corps forestier d'État. On continue alors à travers le bois jusqu'au sommet de la côte d'où l'on peut admirer le panorama. En continuant le long du chemin en direction du nord-ouest, on rencontre le passage le plus difficile de la montée dit Le Scarpie qui est muni de cordes fixes. Passé ce point difficile, le sentier continue sur un demi kilomètre jusqu'à l'Alpe Ponasca où se trouve le refuge Alpe Ponasca ouvert durant la saison estivale. Depuis ce refuge on continue la montée en traversant un pré jusqu'à rejoindre la crête menant tout droit au sommet de la montagne.

### Messe au sommet
Chaque année, le dernier dimanche d'août ou le premier dimanche de septembre, la section de Valsessera du Club alpin italien organise la désormais traditionnelle messe depuis la cime du Mont Barone, suivie d'un repas pris au refuge Alpe Ponasca.

## Panorama
Grâce à sa position avancée vers la plaine du Pô, le mont Barone jouit d'un panorama très vaste. Partant du nord, on aperçoit le mont Rose visible les beaux jours dans toute sa majesté, les monts du val d'Ossola et le Monte Leone, le lac Majeur et le lac d'Orta, la plaine vercellienne, les villes de Novare, Verceil, Milan, Turin, le mont Viso et, enfin, les monts aux confins entre le Biellois et la vallée d'Aoste.